# Lekkoatletyka na Igrzyskach Wspólnoty Narodów 2014 – bieg na 100 m mężczyzn T37
Bieg na dystansie 100 metrów mężczyzn T37 był jedną z konkurencji lekkoatletycznych rozgrywanych podczas XX Igrzysk Wspólnoty Narodów w Glasgow. Zawody rozegrane zostały na stadionie Hampden Park. Biegi eliminacyjne i finał zostały rozegrane 28 lipca 2014 roku. Mistrzem w tej konkurencji został Południowoafrykańczyk Fanie van der Merwe. W rywalizacji wzięło udział 12 biegaczy z ośmiu reprezentacji. Zawodnicy startujący w tej konkurencji muszą kwalifikować się do paraolimpijskiej kategorii niepełnosprawności T37.

## Eliminacje
| WR – rekord świata \| CR – rekord igrzysk \| NR – rekord kraju \| AR – rekord kontynentu                       |
| WL – najlepszy tegoroczny wynik na listach światowych \| PB – rekord życiowy \| SB – najlepszy wynik w sezonie |

Rozegrano dwa biegi eliminacyjne. Awans do biegu finałowego uzyskiwali trzej najlepsi zawodnicy z każdego wieku i dwóch zawodników z najlepszymi czasami. Najlepszy wynik w eliminacjach uzyskał reprezentant Republiki Południowej Afryki Fanie van der Merwe.
Bieg 1
| Miejsce | Tor | Zawodnik               | Czas reakcji | Wynik           | Uwagi |
| ------- | --- | ---------------------- | ------------ | --------------- | ----- |
| 1       | 1   | Charl du Toit          | 0,235        | 12,02           | Q     |
| 2       | 3   | Jason Maclean          |              | 12,96           | Q     |
| 3       | 5   | Sean Roberts           | 0,193        | 12,99           | Q     |
| 4       | 6   | Elias Larry            | 0,236        | 13,34           | q     |
| 5       | 2   | Jonathan Kipchumba Sum |              | 13,39           |       |
| 6       | 4   | Andy Labrosse          |              | 18,76           | PB    |
|         |     |                        |              | Wiatr: +0.1 m/s |       |

Bieg 2
| Miejsce | Tor | Zawodnik            | Czas reakcji | Wynik           | Uwagi |
| ------- | --- | ------------------- | ------------ | --------------- | ----- |
| 1       | 6   | Fanie van der Merwe | 0,203        | 11,75           | Q     |
| 2       | 2   | Rhys Jones          | 0,168        | 12,10           | Q SB  |
| 3       | 4   | Andrea Dalle Ave    | 0,212        | 12,61           | Q     |
| 4       | 5   | Daniel Hooker       | 0,198        | 13,09           | q     |
| 5       | 3   | Lewis Clow          | 0,216        | 13,41           |       |
| 6       | 1   | Jean-Paul Juliette  |              | 24,03           | PB    |
|         |     |                     |              | Wiatr: −1.4 m/s |       |

## Finał
| Miejsce | Tor | Zawodnik            | Czas reakcji | Wynik           | Uwagi |
| ------- | --- | ------------------- | ------------ | --------------- | ----- |
|         | 3   | Fanie van der Merwe | 0,187        | 11,65           |       |
|         | 4   | Charl du Toit       | 0,189        | 11,89           |       |
|         | 5   | Rhys Jones          | 0,158        | 12,04           | SB    |
| 4       | 8   | Andrea Dalle Ave    | 0,186        | 12,39           | SB    |
| 5       | 6   | Jason Maclean       | 0,180        | 12,93           | PB    |
| 6       | 7   | Sean Roberts        | 0,191        | 13,10           |       |
| 7       | 1   | Daniel Hooker       | 0,189        | 13,15           |       |
| 8       | 2   | Elias Larry         | 0,233        | 13,42           |       |
|         |     |                     |              | Wiatr: -1.7 m/s |       |